# Гранвель-э-Перрено
Гранвель-э-Перрено (фр. Grandvelle-et-le-Perrenot) — коммуна во Франции, находится в регионе Франш-Конте. Департамент — Верхняя Сона. Входит в состав кантона Се-сюр-Сон-э-Сент-Альбен. Округ коммуны — Везуль.
Код INSEE коммуны — 70275.

## География
Коммуна расположена приблизительно в 310 км к юго-востоку от Парижа, в 30 км севернее Безансона, в 18 км к юго-западу от Везуля.
На юге коммуны протекает река Ромен.

## Население
Население коммуны на 2010 год составляло 343 человека.
| 1962 | 1968 | 1975 | 1982 | 1990 | 1999 | 2010 |
| ---- | ---- | ---- | ---- | ---- | ---- | ---- |
| 218  | 207  | 205  | 232  | 216  | 232  | 343  |

## Администрация
| Период | Период | Фамилия        | Партия | Примечания |
| ------ | ------ | -------------- | ------ | ---------- |
| 2001   | 2008   | Жан-Луи Совья  |        |            |
| 2008   | 2014   | Эмманюэль Луве |        |            |

## Экономика
В 2010 году среди 206 человек трудоспособного возраста (15—64 лет) 167 были экономически активными, 39 — неактивными (показатель активности — 81,1 %, в 1999 году было 61,8 %). Из 167 активных жителей работали 162 человека (84 мужчины и 78 женщин), безработных было 5 (2 мужчины и 3 женщины). Среди 39 неактивных 18 человек были учениками или студентами, 15 — пенсионерами, 6 были неактивными по другим причинам.